# Nyenschantz

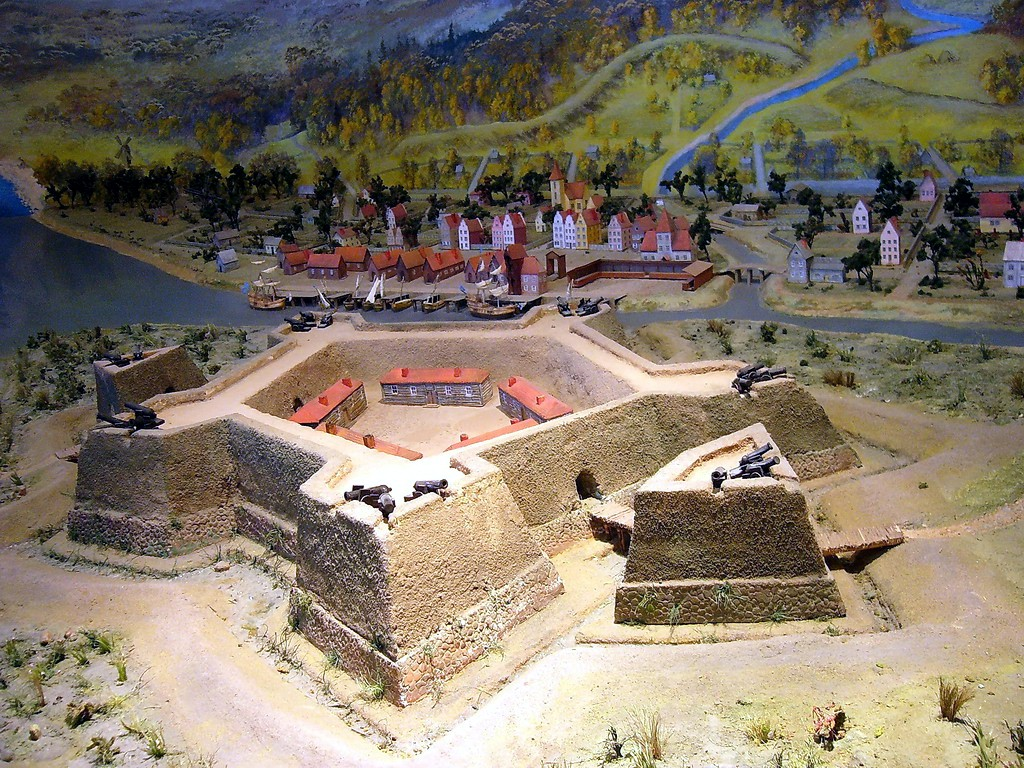
Model van het fort Nyenschantz in het museum

Nyenschantz (Zweeds:Nyenskans, Fins:Nevanlinna, Russisch:|Ниенша́нц, Niënsjants, vanaf 17e eeuw beter bekend als Канцы, Kantsy) was een  Zweeds fort, dat gebouwd werd in 1611 aan de monding van de rivier de Ochta  in de Neva, waar nu de stad Sint-Petersburg ligt.

## Geschiedenis
"Nyen" was de naam die de Zweden gaven aan de rivier, maar ook officieel werd het fort 'Nyenskans' genoemd. 'Skans' is Zweeds voor 'bastion. Nabij het fort ontstond ook het dorp Nyen, dat gauw uitgroeide tot het administratief centrum van Ingermanland in 1642. De stad werd hoofdzakelijk bewoond door Finnen, maar ook door Zweden en Duitsers. In 1656 werd de stad getroffen door een Russische aanval, en werd op die manier sterk beschadigd. Hierdoor verplaatste zich het administratief centrum naar Narva.

## DeGrote Noordse Oorlog
In 1702 werd Nyen, dat bekendstond als een belangrijk Zweeds handelscentrum, in brand gestoken door de Zweden om niet in handen te vallen van de Russen.
Op 1 mei 1703 werd het fort ingenomen door Boris Sheremetev in opdracht van Peter I van Rusland, deze tsaar veranderde de naam naar 'Schlotburg'.
Dit fort was samen met Sjlisselburg een belangrijke vestiging om de rivier de Neva te beschermen. De laatste Zweedse commandant die het fort onder controle had was Johan Apollov, die werd voorafgegaan aan kolonel Alexander Pereswetoff-Morath (de zonen van Russische bojaren, die hun hulp aanboden aan de Zweedse koning in het begin van de 17de eeuw.

## Afbraak en restanten
Toen het fort in Russische handen viel, werd het maar voor enkele weken gebruikt en werd het gesloopt in het voordeel van de stad Sint-Petersburg met de Petrus en Paulusvesting.
Sindsdien blijft niets van het fort over, tot op 15 juni 2000 een monument werd opgericht op de site. Begin 2007 werden de resten van het fort opgegraven gedurende archeologische opzoekingen.
In mei 2003 (de 300ste verjaardag van de stad Sint-Petersburg) werd het museum "700 jaar: Landskroon, Nevamonding, Nyenschantz" geopend op de plaats waar vroeger het fort stond.